# Jules Barthélemy-Saint-Hilaire
Jules Barthélemy-Saint-Hilaire (ur. 19 sierpnia 1805 w Paryżu, zm. 24 listopada 1895 tamże) – filozof, dziennikarz, polityk, minister spraw zagranicznych Francji.

## Życiorys
W początkach swojej kariery był dziennikarzem politycznym w opozycyjnym wobec monarchii Karola X Le Globe (1826-1830). Był jednym z sygnatariuszy listów protestacyjnych przeciwko zawieszeniu wolności prasy podczas rewolucji lipcowej. Po 1830 pisał do szeregu pism, m.in. Le Constitutionnel, Le National i Le Courrier français. W 1833 porzudził działalność dziennikarską i zajął się filozofią .
Podjął się tłumaczenia dzieł Arystotelesa, co przyniosło mu powszechne uznanie, katedrę filozofii starożytnej w Collège de France (1838) i miejsce w Akademii Nauk Moralnych i Politycznych (1839). Po rewolucji lutowej został deputowanym Zgromadzenia Prawodawczego z departamentu Seine-et-Oise, rozwiązanego po zamachu stanu Napoleona III (1851) .
W 1855 został członkiem międzynarodowej komisji badającej możliwość zbudowania w Egipcie Kanału Sueskiego wg projektu Ferdinanda de Lessepsa. Następnie popularyzował ten projekt w prasie francuskiej .

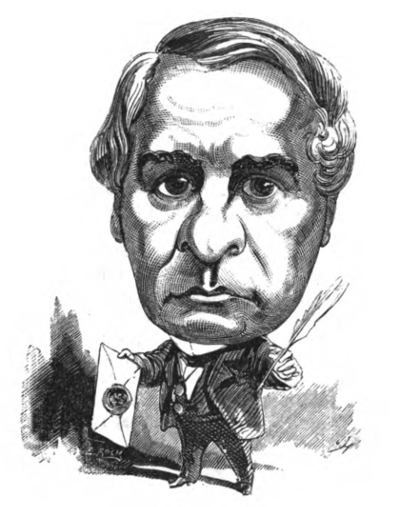
Karykatura autorstwa Touchatout (1873)

Po liberalizacji ustroju przez Napoleona III, został ponownie wybrany deputowanym (1869) i został działaczem opozycji wobec Cesarstwa. Za III Republiki, w 1871 popierał skuteczne starania Adolphe'a Thiersa o prezydenturę i został jego sekretarzem. W 1975 został dożywotnim senatorem. Od września 1880 do listopada 1881 był ministrem spraw zagranicznych w rządzie Julesa Ferry'ego. W trakcie jego urzędowania Francja dokonała aneksji Tunezji jako protektoratu .

## Filozofia
Barthélemy-Saint-Hilaire był najbardziej ceniony za swoje tłumaczenia dzieł Arystotelesa i Marka Aureliusza, a także za prace na temat filozofii buddyjskiej, indyjskiej i świata islamu.

## Dzieła
- De la Logique d’Aristote. – Paris : Ladrange, 1838
- Ouverture du cours de philosophie grecque et latine. – Paris : H. Fournier, 1838
- De l’École d’Alexandrie : rapport à l’Académie des sciences morales et politiques, précédé d’un Essai sur la méthode des Alexandrins et le mysticisme. L’ouvrage contient en complément une traduction des morceaux choisis de Plotin. – Paris : Ladrange, 1845
- De la vraie Démocratie. – Paris : Pagnerre, 1849
- Des Védas. – Paris : B. Duprat, 1854 online
- Rapport concernant les mémoires envoyés pour concourir au prix de philosophie : proposé en 1848 et à décerner en 1853, sur la comparaison de la philosophie morale et politique de Platon et d’Aristote avec les doctrines des plus grands philosophes modernes sur les mêmes matières, au nom de la section de philosophie. Discours lu à l’Académie des sciences morales et politiques, dans la séance du 14 mai 1853. – Paris : Firmin Didot, 1854
- Du Bouddhisme. – Paris : B. Duprat, 1855 online
- Lettres sur L’Égypte. – Paris : Michel Lévy frères, 1856 online
- Le Bouddha et sa religion. – Paris : Didier, 1860[2]
- Rapport fait au nom de la section de philosophie sur le concours relatif à la question du Beau. – Paris : Firmin Didot, 1862
- Mahomet et le Coran : précédé d’une Introduction sur les devoirs mutuels de la philosophie et de la religion. Le livre connaît un second tirage la même année. – Paris : Didier, 1865
- Du Boudhisme et de sa littérature à Ceylan et en Birmanie. – Hamburg, 1866
- De la Métaphysique : Introduction à la métaphysique d’Aristote. – Paris : Germer Baillière, 1879
- Le Christianisme et le boudhisme : trois lettres addressées à M. l’abbé Deschamps, la 1ère à l’occasion d’une publication de M. Deschamps, ayant pour titre Le Boudhisme et l’apologétique chrétienne ; la 2e en réponse à l’envoi d’une étude biblique du même auteur ayant pour titre La Découverte du livre de la loi et la théorie du coup d’état d’après les derniers travaux ; la 3e qui confirme les deux précédentes et en autorise la publication. – Paris : Ernest Laroux, 1880 online
- L’Inde anglaise, son état actuel, son avenir : précédé d’une introduction sur l’Angleterre et la Russie. – Hamburg, 1887
- La Philosophie dans ses rapports avec les sciences et la religion. – Paris : F. Alcan, 1889 online
- Étude sur François Bacon : suivie du Rapport à l’Académie des sciences morales et politiques, sur le concours ouvert pour le prix Bordin. – Paris : F. Alcan, 1890
- Aristote et l’histoire de la Constitution athénienne. – Paris : Administration des deux revues, 1891 online
- M. Victor Cousin, sa vie et sa correspondance. – Paris : Hachette, 1892 online
- Traduction générale d’Aristote. Table alphabétique des matières. – Paris : F. Alcan, 1892
- Socrate et Platon, ou le Platonisme. – Chartres : Durand, 1896

### Tłumaczenia
- Pensées de Marc-Aurèle. – Paris : G. Baillière, 1876 online
- Physique d'Aristote ou Leçons sur les principes généraux de la nature. – Paris : Ladrange : A. Durand, 1862 t. I, t. II
- Politique d'Aristote. – Paris : Ladrange, 1874 online
- Psychologie d'Aristote: Opuscules (Parva Naturalia), Paris: Dumont, 1847 online